# Tom Milne
Tom Milne (n. 2 aprilie 1926, Malacca, Malaysia – d. 14 decembrie 2005, Aberdeen, Scoția, Regatul Unit) a fost un critic de teatru și de film britanic.

## Biografie
Tom Milne s-a născut în 1926 în orașul Malacca din Malaysia, fiind cel mai mic copil al unei familii britanice. A avut două surori mai mari, Elma și Eileen, care s-au născut tot în Malaysia. La vârsta de 9 ani a fost trimis la Aberdeen, unde a urmat școala pregătitoare Angusfield. Ulterior a studiat la Trinity College Glenalmond. În timpul celui de-al doilea război mondial a servit ca meteorolog în Fleet Air Arm a Royal Navy. În anul 1945 a lucrat în Noua Guinee.
La sfârșitul războiului, Milne s-a întors la Aberdeen. A urmat studii de literatură engleză și literatură franceză la Universitatea Aberdeen și mai târziu la Universitatea Sorbona și a predat la un liceu francez. După un timp s-a mutat la Londra și a lucrat într-un anticariat. Interesat și de teatru, el a scris cronici și recenzii teatrale la revistele Theatre Workshop și Encore și a tradus cărți din franceză în engleză.
În anii 1960 a fost atras de cinematografie și a fost redactor asociat al revistei Sight & Sound și redactor al revistei Monthly Film Bulletin. A devenit apoi critic de film independent, iar în cursul carierei sale a scris recenzii cinematografice pentru publicațiile britanice Sight & Sound, Monthly Film Bulletin, The Observer și The Times. A fost redactor fondator al Time Out Film Guide, care a fost publicat în nouăsprezece ediții din 1989 până în 2010.
Tom Milne a elaborat o serie de studii vaste de dimensiunea unor cărți despre regizori de film, printre care monografii referitoare la Joseph Losey (1968) și Rouben Mamoulian (1969), apărute în colecția Cinema One a editurii Thames &amp; Hudson; prima monografie menționată cuprinde o serie de interviuri extinse cu regizorul. El a scris, de asemenea, un scurt studiu despre regizorul danez Carl Theodor Dreyer (1971) și a editat și tradus o antologie de interviuri și scrieri despre Jean-Luc Godard (1972). În plus, Tom Milne a supervizat traducerea și subtitrarea filmelor franceze pentru proiecții de televiziune.
S-a retras din activitate în 1993 și s-a mutat la Aberdeen, unde a locuit împreună cu sora sa, Eileen. A murit acolo în decembrie 2005, la vârsta de 79 de ani.

## Scrieri
- Losey on Losey. (interviu cu Joseph Losey), Doubleday, 1968.
- Mamoulian. Thames and Hudson, 1969, ISBN: 0-500-48012-5.
- The Cinema of Carl Dreyer. A. S. Barnes, 1971, ISBN: 0-498-07711-X.
- împreună cu Phil Hardy: The Encyclopedia of Horror Movies: The Complete Film Reference. Hamlyn, 1986, ISBN: 0-06-055050-3.

## Traduceri
- Jean-Luc Godard: Godard On Godard. DaCapo Press, 1986, ISBN: 0-306-80259-7.
- Bernard Eisenschitz: Nicholas Ray: An American Journey. Faber & Faber, 1996, ISBN: 0-571-17830-8.